# Andrena hypoleuca
Andrena hypoleuca är en biart som beskrevs av Cockerell 1939. Andrena hypoleuca ingår i släktet sandbin, och familjen grävbin. Inga underarter finns listade i Catalogue of Life.